# Єрмолов Даніїл Федорович
Даніїл Федорович Єрмолов (нар. 3 грудня 2000, м. Баштанка, Миколаївська область, Україна) — український футболіст, воротар клубу «Ворскла».

## Життєпис
Вихованець ДЮСШ-3 міста Миколаєва, у складі якої 2012 року дебютував у ДЮФЛУ. Окрім миколаївської команди у вище вказаному турнірі виступав за дніпровське ДВУФК (2014—2016) та кам'янську «Сталь» (2017). Першим професіональним клубом у кар'єрі Даніїла стала саме «Сталь», за юнацьку та молодіжні команди якої виступав з 2017 по 2018 рік. У сезоні 2018/19 років зіграв 2 поєдинки в юнацькому чемпіонаті України за луцьку «Волинь».
Влітку 2019 року перейшов у тернопільську «Ниву». У складі тернополян дебютував 3 серпня 2019 року в переможному (3:0) виїзному поєдинку 2-го туру Другої ліги України проти «Діназа». Єрмолов вийшов на поле на 90-ій хвилині, замінивши Максима Механіва.
Влітку 2021 року перейшов у «Кремінь».